# Lista över stadsarkitekter i Mjölby
Historik över stadsarkitekter i Mjölby stad och Mjölby kommun.
| År        | Namn             | Levnadstid | Källa |
| --------- | ---------------- | ---------- | ----- |
| 1935–1938 | Åke Nettelbladt  | 1901–1972  |       |
| 1938–1950 | Gunnar Påhlman   | 1911–1993  |       |
| 1950–     | Bertil Thafvelin | 1921–2012  |       |
| 1956-1965 | Einar Dalvander  |            | [ 1 ] |
| 1966–1970 | Leif Hildeberg   | 1938–      | [ 2 ] |